# جوزپه ماریانی
جوزپه ماریانی (ایتالیایی: Giuseppe Mariani) یک نویسنده و کارگردان هنری است.
از فیلم‌ها یا مجموعه‌های تلویزیونی که وی در آن‌ها نقش داشته‌است می‌توان به رام کردن زن سرکش و گلادیاتور رم اشاره نمود.
او نامزد دریافت جایزه اسکار بهترین طراحی صحنه بابت فیلم رام کردن زن سرکش بود.